# Sten Jonsson
Sten Åke Ivar ”Taxi” Jonsson, född 25 april 1940 i Visby, död 16 december 2014 i Malmö, var en svensk underhållare.
Han flyttade med sin familj till Malmö 1951 och förblev sedan på orten. Han figurerade som statist på SVT och syntes bland annat i TV-serierna Åshöjdens BK och Dolly & Dolly. Känd för en bredare publik blev han genom sin genombrottsroll som ”Popcornmannen” i TV-serien Hipp Hipp!. Han skildrades där som den som skrämde bort alla på stranden, smorde in sig i matolja och förvandlades till ett jättepopcorn med solhatt. Sten Jonsson medverkade även i filmen Täckmanteln om polisen Kurt Wallander. Han drev taxirörelse i Arlöv mellan 1973 och 1992.

## Radio
På grund av Jonssons många insändare i tidningar om trafik kontaktades han 1986 av chefen för Burlöv/Lomma Närradio i Arlöv utanför Malmö. Detta blev hans genombrott och chans att bli huvudfigur i media istället för, som tidigare, enbart statist och bakgrundsfigur.
Resultatet av detta samarbete blev ”Trafikradion” som sändes fram till 1999. Sten Jonsson återkom senare med ett annat programnamn men med samma koncept - Glad Lördag som sedermera flyttades till måndagar och fick namnet Måndagskarusellen.
Han gjorde ett betydande antal personporträtterande intervjuer. I programmen förekom bland annat Sveriges tidigare statsminister Göran Persson samt lokala kända och okända personer. Programmen hade ett blandat innehåll med allt från aktualiteter till nöje.

## Kanal 5
År 2006 medverkade Sten Jonsson i säsong 4 av det populära TV-programmet 100 Höjdare: Sveriges skönaste människor på Kanal 5, där han blev utsedd till den sjätte skönaste personen i programmets första sändning som täckte Skåne. Han blev sedan en joker i programmets final som sändes den 16 oktober där han slutade på tredjeplats. Tack vare sin popularitet medverkade han senare som juryordförande i den sjätte säsongen av 100 Höjdare, där han hjälpte till att utse USA:s skönaste person.
År 2006–2007 var Jonsson bisittare i Ett herrans liv på Kanal 5. Han satt med i publiken och gav kommentarer, och varje avsnitt utom ett av säsong 2 började med ”Taxi-TV”, där han gjorde en kortare intervju med veckans gäst.

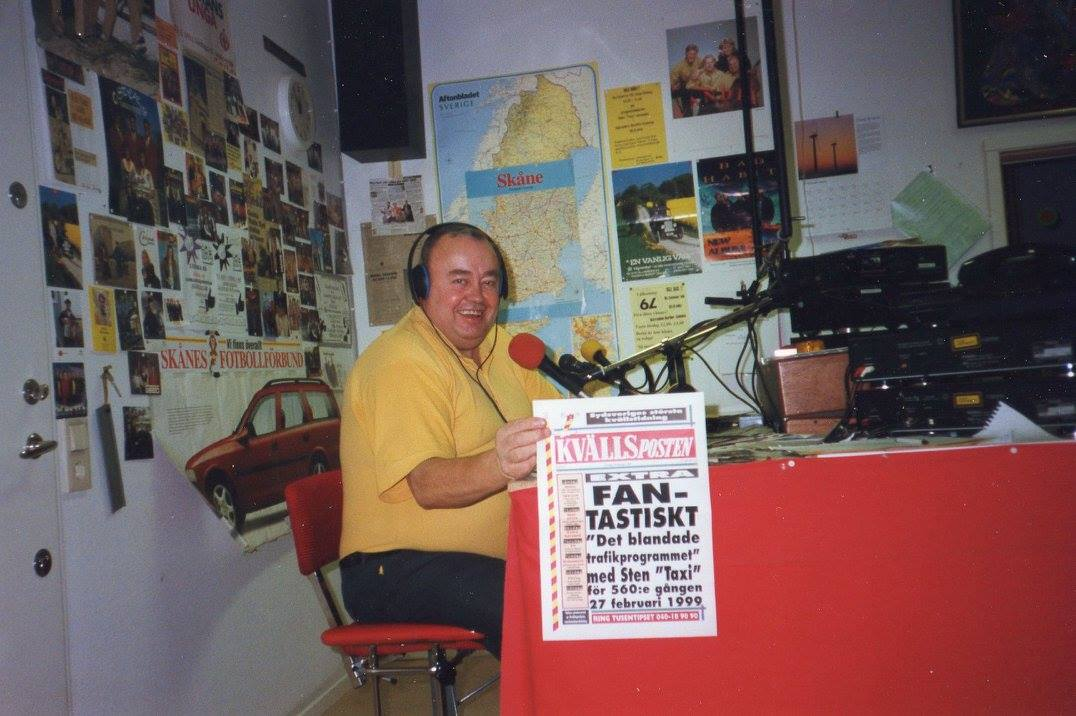
Jonsson visar upp ett plakat som han fått av tidningen Kvällsposten inför sitt 560:e trafikprogram i Burlöv/Lomma närradio.

Under 2009 medverkade han återigen i en Filip och Fredrik-produktion, 5:ans underhållningsserie Söndagsparty med Filip och Fredrik, där han tillsammans med andra personligheter kända från 100 Höjdare spelar in sketcher på Manhattan.

## Begravning
Begravningsceremonin för Jonsson hölls den 8 januari 2015 i Hyllie kyrka.